# Iridopsis oberthuri
Iridopsis oberthuri là một loài bướm đêm trong họ Geometridae.